# Tiflopídeos
Tiflopídeos (Typhlopidae) é uma família da ordem de répteis Serpentes. O grupo inclui cerca de 230 espécies, distribuídas por 6 géneros, de cobras cegas. Estes animais distinguem-se dos anfíbios da ordem Gymnophiona, também conhecidos como cobra cega embora erradamente, pela sua natureza de réptil.
Os tiflopídeos encontram-se sobretudo na África e Ásia onde vivem essencialmente no subsolo. Os olhos estão cobertos por escamas e são inúteis, daí o nome popular de cobra cega.
A cobra-cega se alimenta de pequenos insetos e vive debaixo da terra, pois sua carcaça não resiste aos raios solares por ser muito delicada.
Esse animal é inofensivo para o homem, embora, popularmente, digam que ela é traiçoeira por viver no subsolo.
As pessoas pensam, incorretamente, que ela possui duas cabeças pelo fato das duas extremidades de seu corpo serem praticamente idênticas, mas isso acontece porque uma de suas extremidades(a cabeça) possui os olhos cobertos por escamas, tornando-os assim inúteis para a visão, devido a este fator, três de seus sentidos(olfato, audição e tato) foram aprimorando-se e facilitando-a na caça de insetos e outros organismos para sua alimentação e, também, a percepção de predadores.